# St-Christophe (Reuilly)

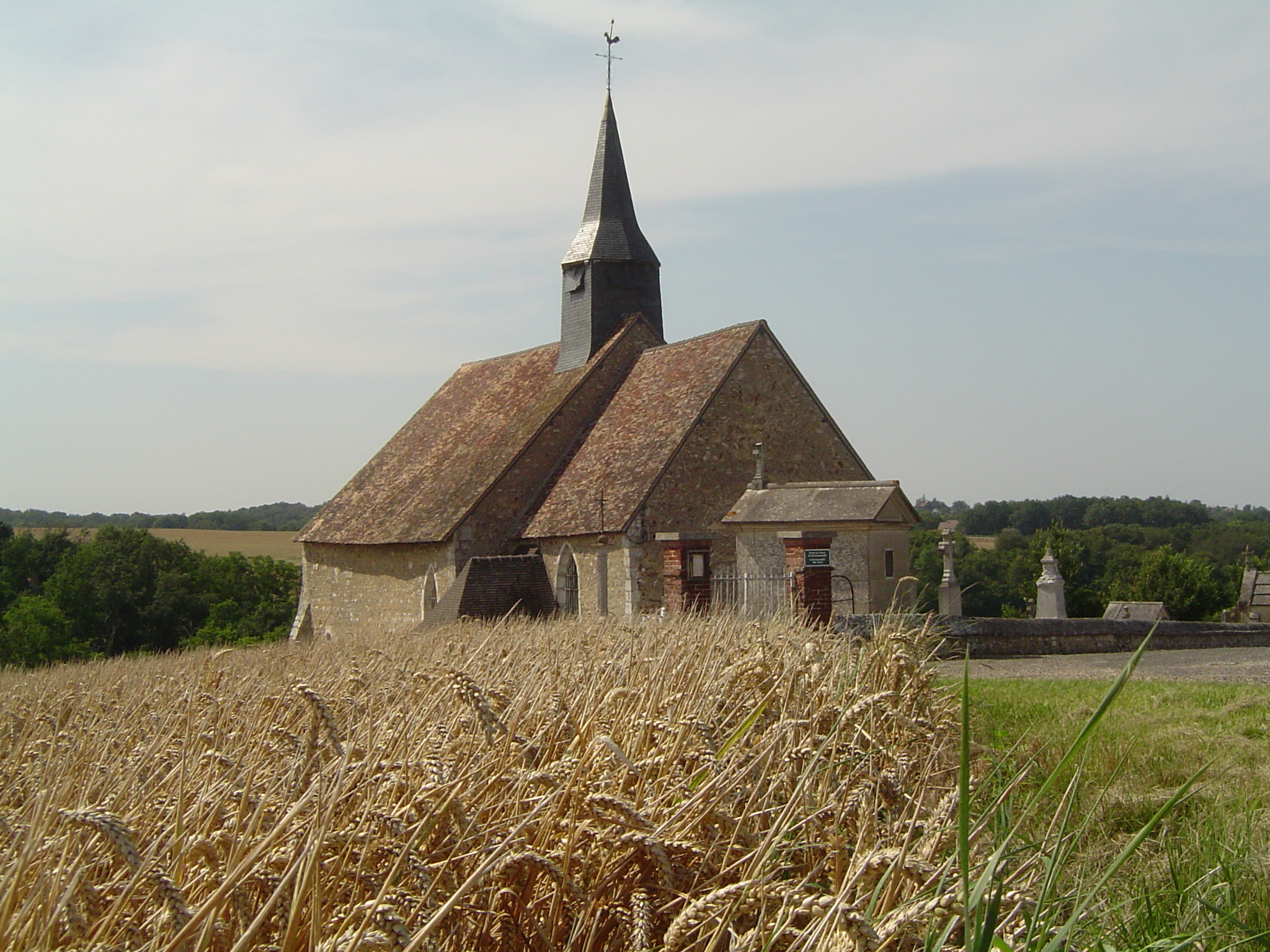
Kirche St-Christophe in Reuilly

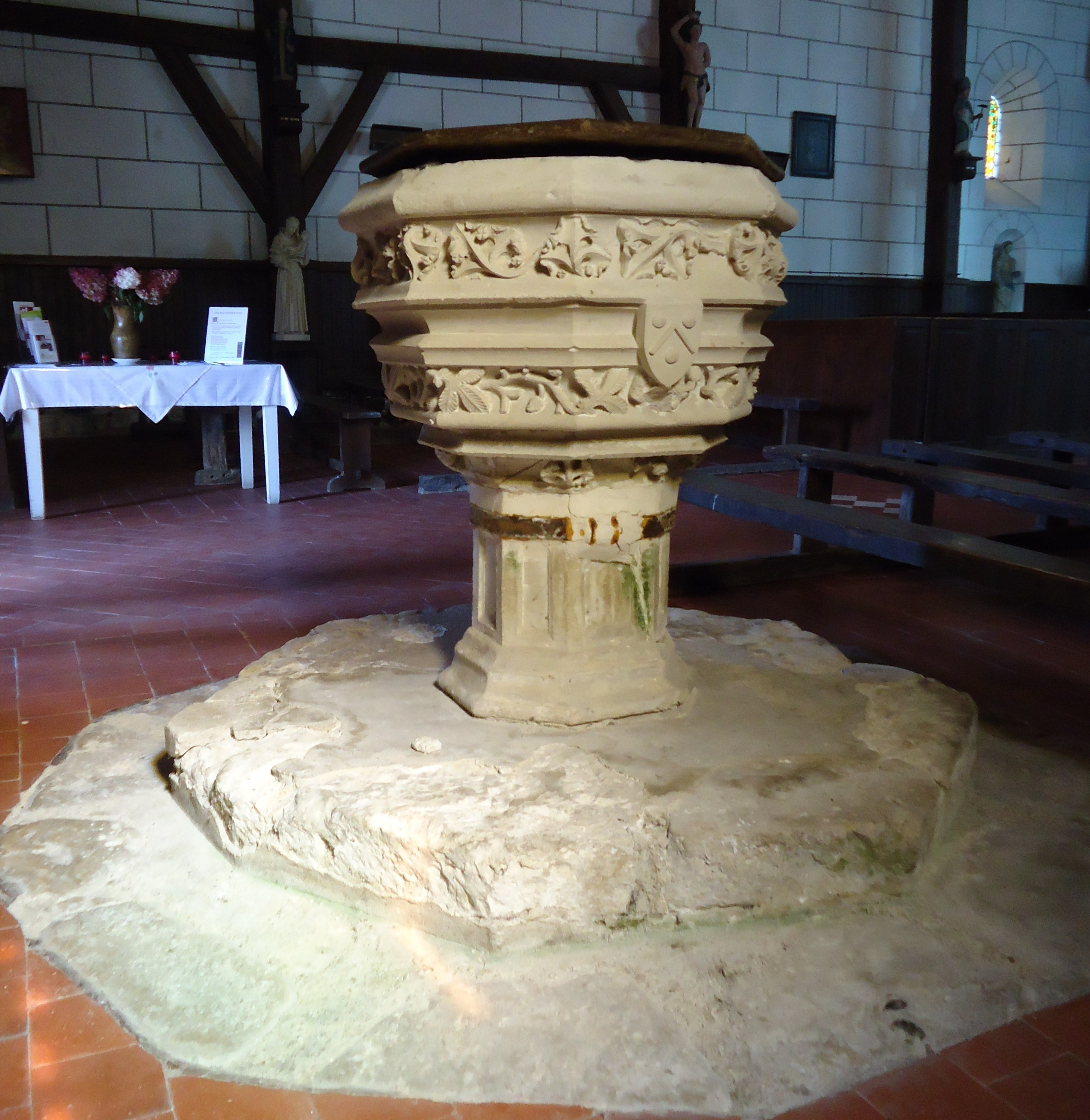
Taufbecken aus dem 16. Jahrhundert

Die römisch-katholische Kirche St-Christophe in Reuilly, einer französischen Gemeinde im Département Eure in der Region Normandie, wurde im 10. und 11. Jahrhundert errichtet. Die romanische Kirche am Rande des Dorfes, umgeben von einem Friedhof, ist seit 1926 ein geschütztes Baudenkmal (Monument historique).

## Beschreibung
Die dem heiligen Christophorus geweihte Kirche gehörte ursprünglich dem Kapitel von Évreux. Der Grundriss besteht aus zwei aneinandergesetzten Rechtecken, wobei das kleinere den Chor bildet. Das zweite, tiefer liegende Rechteck dient als Langhaus. Die Mauer besteht aus opus spicatum mit tief in den Mörtel eingebetteten Bruchsteinen aus Kalkstein. Lediglich die Ecken sind aus Haustein. Der Dachstuhl lastet auf hölzernen Stützen im Inneren und auf dem Satteldach sitzt ein Dachreiter mit einem verschieferten Pyramidenhelm. Die Giebelspitze ist mit ausgehöhlten Steinen geschmückt. Alle Fenster sind mit Rundbögen versehen, die von Keilsteinen aus exakt geschnittenem Kalkstein gerahmt sind. Das ursprüngliche Portal an der Südseite des Langhauses wurde in späterer Zeit durch ein Backsteinportal an der Westfassade ersetzt.